# Petrozavodsk Karelian Gunners
I Petrozavodsk Karelian Gunners sono una squadra di football americano di Petrozavodsk, in Russia, fondata nel 2012.

## Dettaglio stagioni

### Tornei nazionali

#### Campionato

##### Campionato russo/LAF
| Stagione | regular season | regular season | regular season | regular season | regular season | regular season | playoff | playoff | playoff | playoff | playoff | playoff                         | playoff                      |
|          | Vin            | Par            | Per            | Tot            | PF             | PS             | Vin     | Per     | Tot     | PF      | PS      | risultato                       | avversaria                   |
| -------- | -------------- | -------------- | -------------- | -------------- | -------------- | -------------- | ------- | ------- | ------- | ------- | ------- | ------------------------------- | ---------------------------- |
| 2014     | 0              | 0              | 4              | 4              | 14             | 204            | -       | -       | -       | -       | -       | -                               | -                            |
| 2017     | 4              | 0              | 0              | 4              | 147            | 29             | 2       | 1       | 3       | 104     | 62      | Vincitori turno di consolazione | Ekaterinburg Ural Lightnings |
| Totale   | 4              | 0              | 4              | 8              | 161            | 233            | 2       | 1       | 3       | 104     | 62      |                                 |                              |

Fonti: Enciclopedia del Football - A cura di Roberto Mezzetti

##### EESL Pervaja Liga
| Stagione | regular season | regular season | regular season | regular season | regular season | regular season | playoff | playoff | playoff | playoff | playoff | playoff     | playoff                     |
|          | Vin            | Par            | Per            | Tot            | PF             | PS             | Vin     | Per     | Tot     | PF      | PS      | risultato   | avversaria                  |
| -------- | -------------- | -------------- | -------------- | -------------- | -------------- | -------------- | ------- | ------- | ------- | ------- | ------- | ----------- | --------------------------- |
| 2022     | 3              | 0              | 1              | 4              | 135            | 51             | 1       | 1       | 2       | 51      | 40      | Terzo posto | Nizhnij Novgorod Raiders 52 |
| Totale   | 3              | 0              | 1              | 4              | 135            | 51             | 1       | 1       | 2       | 51      | 40      |             |                             |

Fonti: Enciclopedia del Football - A cura di Roberto Mezzetti

##### EESL Vtoraja Liga
| Stagione | regular season | regular season | regular season | regular season | regular season | regular season | playoff | playoff | playoff | playoff | playoff | playoff   | playoff                 |
|          | Vin            | Par            | Per            | Tot            | PF             | PS             | Vin     | Per     | Tot     | PF      | PS      | risultato | avversaria              |
| -------- | -------------- | -------------- | -------------- | -------------- | -------------- | -------------- | ------- | ------- | ------- | ------- | ------- | --------- | ----------------------- |
| 2021     | 4              | 0              | 0              | 4              | 136            | 66             | 2       | 0       | 2       | 96      | 52      | Campioni  | Nizhnij Novgorod Apache |
| Totale   | 4              | 0              | 0              | 4              | 136            | 66             | 2       | 0       | 2       | 96      | 52      |           |                         |

Fonti: Enciclopedia del Football - A cura di Roberto Mezzetti

#### Coppa
| Stagione | regular season | regular season | regular season | regular season | regular season | regular season | playoff | playoff | playoff | playoff | playoff | playoff   | playoff    |
|          | Vin            | Par            | Per            | Tot            | PF             | PS             | Vin     | Per     | Tot     | PF      | PS      | risultato | avversaria |
| -------- | -------------- | -------------- | -------------- | -------------- | -------------- | -------------- | ------- | ------- | ------- | ------- | ------- | --------- | ---------- |
| 2020     | 0              | 0              | 1              | 1              | 6              | 42             | -       | -       | -       | -       | -       | -         | -          |
| Totale   | 0              | 0              | 1              | 1              | 6              | 42             | -       | -       | -       | -       | -       |           |            |

Fonti: Enciclopedia del Football - A cura di Roberto Mezzetti

### Tornei internazionali

#### Monte Clark Arena Cup
| Stagione | regular season | regular season | regular season | regular season | regular season | regular season | playoff | playoff | playoff | playoff | playoff | playoff   | playoff             |
|          | Vin            | Par            | Per            | Tot            | PF             | PS             | Vin     | Per     | Tot     | PF      | PS      | risultato | avversaria          |
| -------- | -------------- | -------------- | -------------- | -------------- | -------------- | -------------- | ------- | ------- | ------- | ------- | ------- | --------- | ------------------- |
| 2019     | 1              | 0              | 1              | 2              | 34             | 42             | 1       | 1       | 2       | 41      | 40      | Finale    | Minsk Zubrs         |
| 2020     | 1              | 0              | 1              | 2              | 34             | 31             | 2       | 0       | 2       | 46      | 33      | Campioni  | Vilnius Iron Wolves |
| Totale   | 2              | 0              | 2              | 4              | 68             | 73             | 3       | 1       | 4       | 87      | 73      |           |                     |

Fonti: Enciclopedia del Football - A cura di Roberto Mezzetti

### Tornei locali

#### Campionato moscovita
| Stagione | regular season | regular season | regular season | regular season | regular season | regular season | playoff | playoff | playoff | playoff | playoff | playoff   | playoff    |
|          | Vin            | Par            | Per            | Tot            | PF             | PS             | Vin     | Per     | Tot     | PF      | PS      | risultato | avversaria |
| -------- | -------------- | -------------- | -------------- | -------------- | -------------- | -------------- | ------- | ------- | ------- | ------- | ------- | --------- | ---------- |
| 2018     | 1              | 0              | 3              | 4              | 67             | 137            | -       | -       | -       | -       | -       | -         | -          |
| Totale   | 1              | 0              | 3              | 4              | 67             | 137            | -       | -       | -       | -       | -       |           |            |

Fonti: Enciclopedia del Football - A cura di Roberto Mezzetti

#### Black Bowl
| Stagione | regular season | regular season | regular season | regular season | regular season | regular season | playoff | playoff | playoff | playoff | playoff | playoff   | playoff        |
|          | Vin            | Par            | Per            | Tot            | PF             | PS             | Vin     | Per     | Tot     | PF      | PS      | risultato | avversaria     |
| -------- | -------------- | -------------- | -------------- | -------------- | -------------- | -------------- | ------- | ------- | ------- | ------- | ------- | --------- | -------------- |
| 2019     | 6              | 0              | 0              | 6              | 226            | 55             | 1       | 1       | 2       | 23      | 21      | Finale    | Spartak Moskva |
| Totale   | 6              | 0              | 0              | 6              | 226            | 55             | 1       | 1       | 2       | 23      | 21      |           |                |

Fonti: Enciclopedia del Football - A cura di Roberto Mezzetti

#### Coppa di Carelia
| Stagione | regular season | regular season | regular season | regular season | regular season | regular season | playoff | playoff | playoff | playoff | playoff | playoff   | playoff       |
|          | Vin            | Par            | Per            | Tot            | PF             | PS             | Vin     | Per     | Tot     | PF      | PS      | risultato | avversaria    |
| -------- | -------------- | -------------- | -------------- | -------------- | -------------- | -------------- | ------- | ------- | ------- | ------- | ------- | --------- | ------------- |
| 2015     | -              | -              | -              | -              | -              | -              | 1       | 1       | 2       | 28      | 50      | Finale    | Moscow Bruins |
| Totale   | -              | -              | -              | -              | -              | -              | 1       | 1       | 2       | 28      | 50      |           |               |

Fonti: Enciclopedia del Football - A cura di Roberto Mezzetti

#### North Cup
| Stagione | regular season | regular season | regular season | regular season | regular season | regular season | playoff | playoff | playoff | playoff | playoff | playoff   | playoff    |
|          | Vin            | Par            | Per            | Tot            | PF             | PS             | Vin     | Per     | Tot     | PF      | PS      | risultato | avversaria |
| -------- | -------------- | -------------- | -------------- | -------------- | -------------- | -------------- | ------- | ------- | ------- | ------- | ------- | --------- | ---------- |
| 2020     | 2              | 0              | 0              | 2              | 40             | 18             | -       | -       | -       | -       | -       | Campioni  | -          |
| Totale   | 2              | 0              | 0              | 2              | 40             | 18             | -       | -       | -       | -       | -       |           |            |

Fonti: Enciclopedia del Football - A cura di Roberto Mezzetti

### Riepilogo fasi finali disputate
| Anno              | Luogo          | Evento                      | Fase del torneo       | Incontro                                                     | Risultato |
| 20 settembre 2015 | Petrozavodsk   | Coppa di Carelia            | Finale                | Petrozavodsk Karelian Gunners - Moscow Bruins                | 0 - 36    |
| 6 agosto 2017     | Rostov Velikij | League of American Football | Turno di consolazione | Ekaterinburg Ural Lightnings - Petrozavodsk Karelian Gunners | 20 - 25   |
| 3 marzo 2019      | Minsk          | Monte Clark Arena Cup       | Finale                | Minsk Zubrs - Petrozavodsk Karelian Gunners                  | 27 - 13   |
| 6 ottobre 2019    | Mosca          | Black Bowl                  | Finale                | Spartak Moskva - Petrozavodsk Karelian Gunners               | 14 - 6    |
| 1º marzo 2020     | Minsk          | Monte Clark Arena Cup       | Finale                | Petrozavodsk Karelian Gunners - Vilnius Iron Wolves          | 14 - 7    |
| 28 agosto 2021    | Mosca          | Vtoraja Liga                | Finale                | Petrozavodsk Karelian Gunners - Nizhnij Novgorod Apache      | 50 - 30   |
| 7 agosto 2022     | Odincovo       | Pervaja Liga                | Finale 3º - 4º posto  | Nizhnij Novgorod Raiders 52 - Petrozavodsk Karelian Gunners  | 7 - 19    |

## Palmarès
- 1 Monte Clark Arena Cup (2020)
- 1 Campionato di terzo livello (2021)
- 1 North Cup (2020)